# House Party (The Temptations)
House Party è un album del gruppo musicale statunitense The Temptations, pubblicato il 4 novembre 1975.

## Descrizione
L'album, pubblicato dalla Gordy, un'etichetta discografica della Motown, è prodotto da Jeffrey Bowen.
Dal disco viene tratto il singolo Keep Holding On.

## Tracce

### Lato A
1. Keep Holding On
2. It's Just a Matter of Time
3. You Can't Stop a Man in Love
4. World of You, Love and Music
5. What You Need Most (I Do Best of All)

### Lato B
1. Ways of a Grown Up Man
2. Johnny Porter
3. Darling, Stand by Me (Song for My Woman)
4. If I Don't Love You This Way